# Johann Franz Anton Jörger von Tollet
Johann Franz Anton Dominik Graf Jörger von Tollet, Herr zu Schönau und Katzelsdorf häufig nur Franz Graf Jörger zu Tollet (auch Graf von Jörger, Freiherr von Tollet; * um 1670; † 11. Dezember 1738 in Ofen) war ein österreichischer General und Reichsgraf.
Jörger stammte aus dem oberösterreichischen Adelsgeschlecht Jörger von Tollet. Er war Sohn des Staats- und Konferenzministers Johann Quintin Graf Jörger von Tollet (1624–1705) und erhielt seine frühe Bildung im Privatunterricht. Offensichtlich trat er jung in die Armee ein und absolvierte rasch die militärische Laufbahn. Er trat bereits Ende des 17. Jahrhunderts als Oberstleutnant in Erscheinung. Jörger kämpfte unter Eugen von Savoyen und Ludwig Wilhelm von Baden im Großen Türkenkrieg. Er wurde von Markgraf Ludwig von Baden nach dem Sieg von Widin am 16. Oktober 1689 zu Kaiser Leopold I. geschickt, um über die Erfolge zu berichten. Am 18. Mai 1706 wurde er zum Oberst ernannt.
Am 27. Dezember 1709 erhielt Jörger ein eigenes Dragoner-Regiment unterstellt. Er wurde Inhaber des k.k. Dragonerregiment „Franz Graf Jörger zu Tollet“ Nr. 6. Er wurde etwas später Generalmajor und bewährte sich weiter gut in den Türkenkriegen. Am 15. April 1716 bekam er deshalb den Kammerherrenschlüssel verliehen. Bei den Feldzügen hatte er weiter Erfolg. Am 8. Mai 1716 erfolgte die Beförderung zum Generalfeldwachtmeister und am 14. Oktober 1723 zum Feldmarschallleutnant. Kurz darauf wurde er zum wirklichen Hofkriegsrat ernannt und etwas später zum Geheimen Rat. Am 17. März 1735 beförderte man ihn schließlich zum General der Kavallerie und übertrug ihm als Kommandant die zu dieser Zeit strategisch wichtige Festung Buda.
Jörger heiratete die Freiin Eva Konstantina von Pestaluzzi. Das Paar hatte einen Sohn:
- Johann Quintin († 5. Dezember 1772), k.k. Kämmerer, starb unverheiratet als letzter seines Geschlechts